# منيجلان (نمة شير)
منیجلان (بالفارسية: منیجلان) هي قرية تقع في إيران في قسم نمة شیر الريفي. يقدر عدد سكانها بـ 409 نسمة بحسب إحصاء 2016.